# Balkanmeisterschaften im Boxen 2019
Die Balkanmeisterschaften im Boxen 2019 (englisch: Balkan Boxing Championships) wurden vom europäischen Boxverband EUBC vom 10. bis zum 15. Dezember in der türkischen Hafenstadt Antalya ausgetragen. An dem Turnier nahmen 48 männliche und 25 weibliche Boxer der Elite-Klasse (Erwachsene) aus elf Staaten der Balkanhalbinsel teil. Bei den Frauen fanden 16 Kämpfe in neun Gewichtsklassen statt, bei den Männern 40 Kämpfe in acht Gewichtsklassen.
Es handelt sich um eine Neuauflage der Balkanmeisterschaften, welche seit 1947 mit einigen Unterbrechungen jährlich bis 1990 veranstaltet wurden und in den Balkan Olympic Days 1997 und 2002 eine vorläufige Fortsetzung gefunden hatten.

## Teilnehmende Staaten
- Albanien
- Bosnien und Herzegowina
- Bulgarien
- Kroatien
- Kosovo
- Montenegro
- Nordmazedonien
- Rumänien
- Serbien
- Slowenien
- Türkei

## Medaillengewinner der Männer
| KLASSE                          | GOLD                     | SILBER                   | BRONZE                                              |
| ------------------------------- | ------------------------ | ------------------------ | --------------------------------------------------- |
| Fliegengewicht (bis 52 kg)      | Batuhan Çiftçi Türkei    | Marian Şchiopu Rumänien  | Bashkim Bajoku Kosovo Aleksandar Jovanović Serbien  |
| Bantamgewicht (bis 57 kg)       | Hakan Doğan Türkei       | Veljko Gligorić Serbien  | Alen Rahimic Bosnien Tadej Černoga Slowenien        |
| Leichtgewicht (bis 63 kg)       | Tuğrulhan Erdemir Türkei | Shpëtim Bajoku Kosovo    | Marko Cvetanović Serbien George Dumitrescu Rumänien |
| Weltergewicht (bis 69 kg)       | Necat Ekinci Türkei      | Adem Fetahović Bosnien   | Patriot Behrami Kosovo Alban Beqiri Albanien        |
| Mittelgewicht (bis 75 kg)       | Serhat Güler Türkei      | Besart Pireva Kosovo     | Arjon Kajoshi Albanien Goce Janeski Nordmazedonien  |
| Halbschwergewicht (bis 81 kg)   | Luka Plantić Kroatien    | Saša Milovac Serbien     | Birol Aygün Türkei Andrei Arădoaie Rumänien         |
| Schwergewicht (bis 91 kg)       | Džemal Bošnjak Bosnien   | Berat Acar Türkei        | Cristian Filip Rumänien Indrit Laçi Albanien        |
| Superschwergewicht (über 91 kg) | Kenan Husović Montenegro | Luka Pratljačić Kroatien | Muhammet Aydin Türkei Vladan Babić Serbien          |

## Medaillengewinner der Frauen
| KLASSE                          | GOLD                             | SILBER                     | BRONZE                                                |
| ------------------------------- | -------------------------------- | -------------------------- | ----------------------------------------------------- |
| Halbfliegengewicht (bis 48 kg)  | Steluța Duță Rumänien            | Melek Yamak Türkei         | --                                                    |
| Fliegengewicht (bis 51 kg)      | Slatislawa Tschukanowa Bulgarien | Nina Radovanović Serbien   | Alina Codreanu Rumänien Ayşenur Topal Türkei          |
| Bantamgewicht (bis 54 kg)       | Tuğçenaz Sürmeneli Türkei        | Eszter Török Türkei        | Jelena Zekić Serbien -                                |
| Leichtgewicht (bis 57 kg)       | Maria Claudia Nechita Rumänien   | Cansu Çakır Türkei         | --                                                    |
| Halbweltergewicht (bis 60 kg)   | Satı Burcu Türkei                | Marija Malenica Kroatien   | Aslachan Mechmedowa Bulgarien Cristina Cosma Rumänien |
| Weltergewicht (bis 64 kg)       | Donjeta Sadiku Kosovo            | Sema Çalışkan Türkei       | Dana Borzei Rumänien -                                |
| Mittelgewicht (bis 69 kg)       | Melis Jonussowa Bulgarien        | Aleksandra Rapajić Serbien | Gülizar Kara Türkei -                                 |
| Halbschwergewicht (bis 75 kg)   | Şennur Demir Türkei              | Milena Matović Serbien     | --                                                    |
| Superschwergewicht (über 81 kg) | Elif Güneri Türkei               | Georgiana Mogos Rumänien   | --                                                    |